# Машкевич, Стефан Владимирович
Сте́фан Влади́мирович Машке́вич (род. 15 августа 1971 года, Киев) — учёный украинско-советского происхождения, доктор физико-математических наук, доктор исторических наук. Писатель, киевовед.

## Биография
Стефан Владимирович Машкевич родился 15 августа 1971 года в Киеве в семье учёных Владимира Стефановича Машкевича (1930—2016) и Людмилы Петровны Годенко (род. 1947).
В 1978 году поступил в киевскую среднюю школу № 21. В 1982 году перешел в киевскую физико-математическую школу № 145, которую закончил в 1985 году. В том же году поступил на физический факультет Киевского государственного университета (ныне Киевский национальный университет имени Тараса Шевченко), который закончил в 1990 году. После окончания университета поступил в аспирантуру в Институте теоретической физики имени Н. Н. Боголюбова НАН Украины. В 1993 году защитил диссертацию на соискание учёной степени кандидата физико-математических наук. Ученик профессора Г. М. Зиновьева. В 1995 году несколько месяцев работал во Франции, в 1995—1996 учебном году работал научным сотрудником Центра передовых исследований Норвежской академии наук в Осло (Норвегия). После этого вернулся в Киев, где продолжил работать в Институте теоретической физики имени Н. Н. Боголюбова НАН Украины, а в 1998 году с родителями переехал в США.
В 2005 году защитил диссертацию на соискание учёной степени доктора физико-математических наук на тему «Квантовая и статистическая механика систем с дробной статистикой». В 2021 году защитил диссертацию на соискание учёной степени доктора исторических наук.
В настоящее время совмещает работу сотрудником фирмы «Шрёдингер» (англ. Schrodinger) в Нью-Йорке и работу ведущим научным сотрудником Института теоретической физики им. Н. Н. Боголюбова в Киеве. Владеет, в разной степени, русским, украинским, английским, итальянским, французским, испанским, немецким, норвежским языками. Интересуется также и вопросом русского языка на Украине.

## Публикации
Стефан Машкевич написал несколько десятков научных работ по физике и физической химии. Среди них: «Основания статистической термодинамики: индетерминистско-динамический подход», «Демон Максвелла, диспетчер и тепловые машины», «Точные решения задачи многих энионов» и т. д. Также написал ряд книг по истории Киева, статьи по истории киевского транспорта и т. д.
С 2010 года участвует в цикле телепередач «Історії міста», впоследствии «Київські історії», выходившем на киевских телеканалах «Сіті» и «ТРК Київ». Пишет стихи на английском и русском языках.
В 2021 году открыл YouTube-канал «Киев. История», посвященный истории Киева.

### Книги
- Машкевич В. С., Машкевич С. В. Основания статистической термодинамики: индетерминистско-динамический подход (1989);
- Машкевич В. С., Машкевич С. В. Демон Максвелла, диспетчер и тепловые машины (1990);
- Машкевич С. В. Точные решения задачи многих энионов (1992);
- Машкевич С. В. Вопросы квантовой и статистической механики энионов: диссертация кандидата физ.-мат. наук: 01.04.02 (Дубна, ОИЯИ, 1993);
- Машкевич С. В. Трамвайные копейки (2004);
- Машкевич С. В. Квантовая и статистическая механика систем с дробной статистикой: диссертация доктора физ.-мат. наук: 01.04.02 (Киев, Киевский национальный ун-т им. Тараса Шевченко, 2005);
- Козлов К. П., Машкевич С. В. Київський тролейбус — Kiev Trolleybus (2009) — была с интересом воспринята киевлянами и зарубежными читателями[11];
- Машкевич С. В. Два дня из истории Киева (2010);
- Машкевич С. В. Улицы Киева. Ретропутешествие (2015) — «На первый взгляд, издание напоминает сухую летопись, в которой скрупулёзно зафиксированы переименования улиц города. Но, вчитавшись, за сдержанной систематизацией фактов начинаешь улавливать драйв, с которым сменялись эпохи. А за скрупулёзностью — любовь к своему городу»[12];
- Машкевич С. В. Улицы Киева. Ретропутешествие. 2-е издание, перер. и доп. — Харьков : Фолио, 2018. — 396 с. — ISBN 978-966-03-7437-9;
- Машкевич С. В. Історія приміських трамвайних ліній Києва. — Київ : Варто, 2018. — 224 с. — ISBN 978-966-2321-44-9;
- Машкевич С. В. Киев 1917—1920. Т. 1. Прощание с империей (март 1917 — январь 1918). — Харьков : Фолио, 2019. — 461 с. — ISBN 978-966-03-8750-8;
- Машкевич С. В. Історія Київського міського транспорту. Кінець XIX — початок XXI ст. — Київ : Варто, 2019. — 640 с. — ISBN 978-966-2321-49-4;
- Машкевич С. В. Язык из Киева уведет. Киев : Скай Хорс, 2020. 272 с. ISBN 978-966-2536-63-8.

### Публикации по теоретической физике
- Машкевич В. С., Машкевич С. В. Основания статистической термодинамики: индетерминистско-динамический подход (1989);
- Машкевич В. С., Машкевич С. В. Демон Максвелла, диспетчер и тепловые машины (1990);
- Машкевич С. В. Точные решения задачи многих энионов (1992);
- Машкевич С. В. Вопросы квантовой и статистической механики энионов: диссертация кандидата физ.-мат. наук: 01.04.02 (Дубна, ОИЯИ, 1993);
- Машкевич С. В. Квантовая и статистическая механика систем с дробной статистикой: диссертация доктора физ.-мат. наук: 01.04.02 (Киев, Киевский национальный ун-т им. Тараса Шевченко, 2005).

### Публикации об истории киевского транспорта
- Громадський транспорт Києва за часів німецької окупації (1941—1943) // Етнічна iсторія народів Європи : зб. наук. праць. — 2010. — Вип. 33. — С. 127—135. — ISSN 23099356. (укр.)
- До iсторії автобусного сполучення у дореволюційному Києвi // Вісник Київського національного університету iменi Тараса Шевченка. Історія. — 2013. — № 2 (115). — С. 38—41. — ISSN 17282640. (укр.)
- До iсторії тарифів на громадський транспорт в Києвi // Краєзнавство : наук. журнал. — 2012. — Ч. 1 (78). — С. 45—54. — ISSN 22225250. (укр.)
- Історія приміських трамвайних ліній Києва. І. Святошинський трамвай / Краєзнавство : наук. журнал. — 2014. — Ч. 1 (86). — С. 35—44. — ISSN 22225250. (укр.)
- Історія приміських трамвайних ліній Києва. II. Кадетська (Артилерійська) лінія // Краєзнавство : науковий журнал. — 2014. — Ч. 2 (87). — С. 15—27. — ISSN 22225250. (укр.)
- Історія приміських трамвайних ліній Києва. III. Деміївський трамвай // Краєзнавство : науковий журнал. — 2017. — Ч. 1/2 (98/99). — С. 81-94. — ISSN 22225250. (укр.)
- История киевской конки // Науковий вісник Міжнародного гуманітарного університету. Серія : Історія. Філософія. Політологія : зб. наук. праць. — Одеса : Фенікс, 2015. — Вип. 9. — С. 23—27.
- История фуникулёра в Киеве // Науковий вісник Міжнародного гуманітарного університету. Серія : Історія. Філософія. Політологія : зб. наук. праць. — Одеса : Фенікс, 2014. — Вип. 8. — С. 29—33.
- К истории пригородных линий киевского трамвая // Збірник наукових праць міжнародної конференції «Мультинауковi дослідження як тренд розвитку сучасної науки». — Київ, 13 квітня 2013 року. — С. 100—103.
- Киевский трамвай в 1917—1921 годах // Дні науки історичного факультету — 2012 : матеріали V Міжнар. наук. конф. молодих учених, (12-13 квіт. 2012 р.) / Київ. нац. ун-т ім. Тараса Шевченка, Іст. ф-т, Наук. т-во студ. та аспірантів; [редкол.: Б. М. Гончар та ін. ; відп. ред. І. В. Семеніст]. — Киев : [б. в.], 2012. — Вип. 5, ч. 7. — С. 77—78.
- Київський міський електротранспорт у 1930-і роки // Етнічна історія народів Європи : зб. наук. праць. — 2015. — № 46. — C. 136—144. — ISSN 23099356. (укр.)
- Київський міський транспорт у другій половині XX — на початку XXI століття // Етнічна історія народів Європи : зб. наук. праць. — 2016. — № 50. — C. 111—119. — ISSN 23099356. (укр.)
- Київський міський транспорт у післявоєнний період (1943 — кінець 1950-х років) // Етнічна історія народів Європи : зб. наук. праць. — 2015. — № 47. — C. 68—79. — ISSN 23099356. (укр.)
- Київський трамвай у період першої світової війни // Етнічна історія народів Європи : зб. наук. праць. — 2014. — № 42. — C. 149—161. — ISSN 23099356. (укр.)
- Київський трамвай у роки кризи (1918—1921 рр.) // Етнічна історія народів Європи : зб. наук. праць. — 2014. — № 43. — C. 96—106. — ISSN 23099356. (укр.)
- Київський трамвай: період відновлення (1920-ті роки) // Етнічна iсторія народів Європи : зб. наук. праць. — 2015. — Вип. 45. — С. 76—86. — ISSN 23099356. (укр.)
- Київський трамвай та його пасажири в умовах німецької окупації // Сторінки воєнної історії України : зб. наук. статей. — 2012. — Вип. 15. — С. 152—161. (укр.)
- Перші проекти міського транспорту в Києві (друга половина ХІХ ст.) // Етнічна iсторія народів Європи : зб. наук. праць. — 2013. — Вип. 41. — С. 33—43. — ISSN 23099356. (укр.)
- Прибутковий транспорт у «смутні часи»: залізнична гілка Київ — Віта-Литовська (1916—1919 рр.) // Етнічна iсторія народів Європи : зб. наук. праць. — 2016. — Вип. 48. — С. 36—44. — ISSN 23099356. (укр.)
- Страйки на міському транспорті Києва (1901—2014) // Етнічна iсторія народів Європи : зб. наук. праць. — 2016. — Вип. 49. — С. 93-102. — ISSN 23099356. (укр.)
- Трамвай як приватне підприємство: історія Товариства Київської міської залізниці // Етнічна історія народів Європи : зб. наук. праць. — 2014. — № 44. — C. 113—123. — ISSN 23099356. (укр.)
- Транспорт і розвиток міста: історія трамвайної лінії Київ — Пуща-Водиця // Етнічна історія народів Європи : зб. наук. праць. — 2012. — № 38. — С. 22—32. — ISSN 23099356. (укр.)

### Избранные публикации в СМИ
```
А Машкевич, милый Стефан,
Из Америки приехал,
С интересом мы узнали
Всё о киевском трамвае.
Посвятил одну субботу
Киевским переворотам:
В революцию случалось
Многократно власть менялась.

```

Публикации в сборниках, газетах «Зеркало недели», «Киевский телеграф» и др.:
- Трамвайные копейки[14]
- Семьдесят лет киевскому троллейбусу[15]
- Старый, новый стиль и тридцатое февраля. Календарные перипетии от древности до наших дней[16]
- «Все, что происходит, похоже на революцию, как бред на действительность…»[17]
- Язык до Киева доведет. А в Киеве?[18]
- Памяти киевских трамваев[19]
- «Фиолетовые лучи» нашей литературы[20]
- Царь и народ: вот формула нашего времени. О взглядах Н. Е. Маркова в 1930-е гг. / А. А. Иванов, С. В. Машкевич, А. С. Пученков // Новейшая история России. — 2014. — № 1. — С. 140—156. (укр.)
- Киев под четырнадцатью властями. Часть 1: От Центральной Рады до гетмана // bigmir.net. — 2014. — 21 февраля.
- Киев под четырнадцатью властями. Часть 2: От Директории до большевиков. // bigmir.net. — 2014. — 21 февраля.

## Лекции
- Три года из истории Киева (1917—1920) (22 ноября 2012 г. в Киевском доме учёных).

## Критика
Журналист и кинокритик Антон Филатов:

В творчестве Стефана Машкевича книги и публикации об истории Киева чередуются с научными трудами по физике. «Улицы Киева. Ретропутешествие» — четвёртая его книга об истории столицы